# 3. Zerstörerflottille (Kriegsmarine)
Die 3. Zerstörerflottille war ein militärischer Verband der deutschen Kriegsmarine im Zweiten Weltkrieg.

## Geschichte
Die 3. Zerstörerflottille wurde im Dezember 1939 als letzte der Zerstörerflottillen aus der 4. und 5. Zerstörerdivision (Fregattenkapitän Hans Hartmann) aufgestellt. Die 3. Zerstörerflottille erhielt Z 17 Diether von Roeder, Z 18 Hans Lüdemann und Z 19 Hermann Künne von der ehemaligen 5. Zerstörerdivision zugeteilt. Von der ehemaligen 4. Zerstörerdivision kamen Z 20 Karl Galster, Z 21 Wilhelm Heidkamp und Z 22 Anton Schmitt zur neuen Flottille. Die Unterstellung erfolgte unter den Führer der Zerstörer.
Im gleichen Jahr waren die Zerstörer der Flottille beim Überfall auf Polen eingesetzt und waren ab da an bis 1940 für den Handelskrieg eingesetzt. Ebenso kamen Sicherung für Minenunternehmen in der Nordsee dazu. 1940 erfolgte im Zuge der Operation Weserübung der Einsatz vor Norwegen.
Nachdem aber ein Großteil der deutschen Zerstörer bei der Schlacht um Narvik Mitte April 1940 zerstört worden waren, wurde im April 1940 die 5. und 6. Zerstörerflottille aufgestellt, welche die noch einsatzfähigen deutschen Zerstörer aufnahmen. Die 3. Zerstörerflottille wurde aufgelöst. Der noch einzig verbleibende Zerstörer Z 20 kam zur neu aufgestellten 6. Zerstörerflottille.

## Zugehörige Einheiten
- Z 17 Diether von Roeder
- Z 18 Hans Lüdemann
- Z 19 Hermann Künne
- Z 20 Karl Galster
- Z 21 Wilhelm Heidkamp, am 11. April 1940 versenkt
- Z 22 Anton Schmitt, am 10. April 1940 versenkt

## Flottillenchef
- Fregattenkapitän Hans-Joachim Gadow